# Burt Rutan
Elbert Leander "Burt" Rutan, född 17 juni 1943 i Estacada, Oregon, är en amerikan som driver utvecklingsföretaget Scaled Composites inom flyg- och rymdbranschen. Han är starkt kritisk till NASA. Han har tillverkat flera flygplan som kunde köpas som byggsats, bland annat VariViggen.
Burt Rutan ligger bakom ett vingsystem som bland annat kallas canardvinge, som är en deltavinge med mindre stabilisatorvingar framtill. Med påskjutande propeller uppnår man höga farter och låg ljudnivå och bra bränsleekonomi. Exempel är modeller som Long EZ, en 2-sitsig (tandem)resemaskin som finns i byggsats, varav många byggts i Sverige. En annan är Cozy, 3-sitsig med pilot och co-pilot sida vid sida.
Burt Rutan vann Ansari X-priset den 4 oktober 2004 tillsammans med Microsofts Paul Allen som med the Mojave Aerospace venture Team lyckades genomföra en privat bemannad rymdflygning. Priset från "the X Prize foundation" gav 10 miljoner US-dollar. Det vinnande rymdfarkostsystemet "Space Ship One" finns numera på the Smithsonian National Air & Space museum. Idag är han engagerad i uppföljaren "Space Ship Two" som skall ta betalande passagerare ut i rymden.
Burt Rutan innehar även ett flertal världsrekord med sina flygplanskonstruktioner, bland annat jorden-runtflygningar och höjdrekord med solcellsdrivet flygplan.